# Рамазон, Каюм
Каюм Рамазон (узб. Qayum Ramazon; 1900, Ташкент, Туркестанское генерал-губернаторство, Российская империя — 4 октября 1938, Ташкент, Узбекская ССР) — узбекский учёный-лингвист, педагог, журналист, театральный деятель.
Один из создателей первых учебников родного языка для узбекских школ, автор фундаментальных исследований по грамматике узбекского языка.

## Биография
Каюм Рамазон родился в 1900 году в Ташкенте. Отец Каюма, Рамазонбой, также как и его дед, Зуфарбой были известными ташкентскими купцами. Получил начальное образование в новометодной школе «Хани», основанной просветителем Эшонходжой Хонием. Продолжил обучение в медресе. С 1912 по 1916 годы учился в школе «Намуна» Мунаввара Кары Абдурашидханова, с 1916 по 1917 год — в Бакинском педагогическом институте.
В 1919 году вступил в организованную Фитратом группу «Чагатай гурунги», заняв должность секретаря. Общество было создано с целью сбора, изучения и систематизации в Туркестане произведений и материалов на тюркском языке. Рамазон один из активных членов организации, получивший от Фитрата прозвище «Уктам». Одновременно Каюм Рамазон работал в отделе образования Ташкента. С 1918 по 1921 годы преподавал на педагогических курсах и работал учителем начальной школы. Руководил работой по разработке методики проведения уроков родного языка и литературы в школах и комитетом по надзору за школами. Был членом центральной комиссии по созданию нового узбекского алфавита при ЦИК Узбекистана. В марте 1922 года вместе с Фитратом и Пулатом Салиевым работал в Бухаре в составе комиссии по исследованию старинных исторических материалов и сборе фольклора. В 1921, 1923, 1926 и 1929 годах участвовал в конференциях по языку и правописанию, проходивших в Ташкенте, Бухаре и Самарканде. С 1921 по 1923 годы работал литературным сотрудником газет «Красное знамя» и «Туркестан» в Ташкенте. С 1934 по 1937 годы был доцентом Института языка и литературы Комитета наук Узбекской ССР.
Помимо преподавательской и научной деятельности Каюм Рамазон выступал как артист театра. Создал образы Арсланбека в пьесе Тангрикула Максудия «Патриоты Туркестана», играл роли в исторической пьесе Фитрата «Огуз Хан», поставленной в театре «Турон», в драме «Сага о Тимуре», в драме Хамзы «Мальчик-слуга». Также был известен как театральный критик.

### Семья
- Отец: Рамазонбой (1875—1939) — ташкентский купец.
- Мать: Мастурахон (1875—1916) — кожевница на кожевенном заводе, также занималась обучением девочек в школе.
- Брат: Абдусамад (1908—1971) — был членом Государственного научного совета, преподавал биологию в Ташкентском педагогическом институте (1936—1941), работал в Ташкентском фармацевтическом институте (1937—1943).
- Брат: Абдусалам (1914—1991) — участник ВОВ, служил в особом отделе, как специалист по персидскому языку, боролся с диверсантами в Афганистане[1].

### Арест и смерть
Арестован 12 июля 1937 года. Каюму Рамазону было предъявлено обвинение в антисоветской деятельности, в том числе и за участие в организации «Чагатай гурунги». Во время следствия, которое вёл следователь Тригулов, который также вёл дело Абдуллы Кадыри, ему были предъявлены многочисленные свидетельские показания его соратников и друзей, данные против него. Понимая, что они были выбиты насильно, Рамазон требовал очных ставок и в конце концов добился встречи со своим учителем Фитратом. Под пытками Рамазон подписал «признание» во всех предъявленных ему обвинениях, среди которых ему даже вменялось написание учебников «Уроки русского языка» и «Путь к знанию» которые были объявлены «антисоветскими».
5 октября 1938 года приговорён к высшей мере наказания — расстрелу, был расстрелян днём ранее на Алвасти куприк в Ташкенте.
Реабилитирован в 1957 году.

## Научная работа
В 20-х годах прошлого века Каюм Рамазон активно выступал в национальной прессе со статьями на социальные, культурные и языковые темы. Многие статьи, такие как «Наши учителя», «Формирование нашего языка», «К орфографической конференции среднеазиатских узбеков», «Женский вопрос» были опубликованы в газетах «Красное знамя», «Туркестан», «Красный Узбекистан» и журнале «Образование и учитель».
Разработал и написал первые учебники родного языка для узбекских школ: «Родной язык» (совместно с Фитратом и Ш. Рахимий, 1918), «Пути познания», «Пути письма» (1919), четырёхтомное исследование «Урок узбекского языка» (совместно с Мунавваркори и Ш. Зуннуном, 1925–1926), «Узбекский язык среди языков земли» (1930), «Правила правописания узбекского языка» (1931), «Единые правила правописания узбекского языка» (1934), «Рабочая тетрадь по узбекскому языку» (совместно с Ш. Шамсий, 1935—1936).